# Deborah Sengl

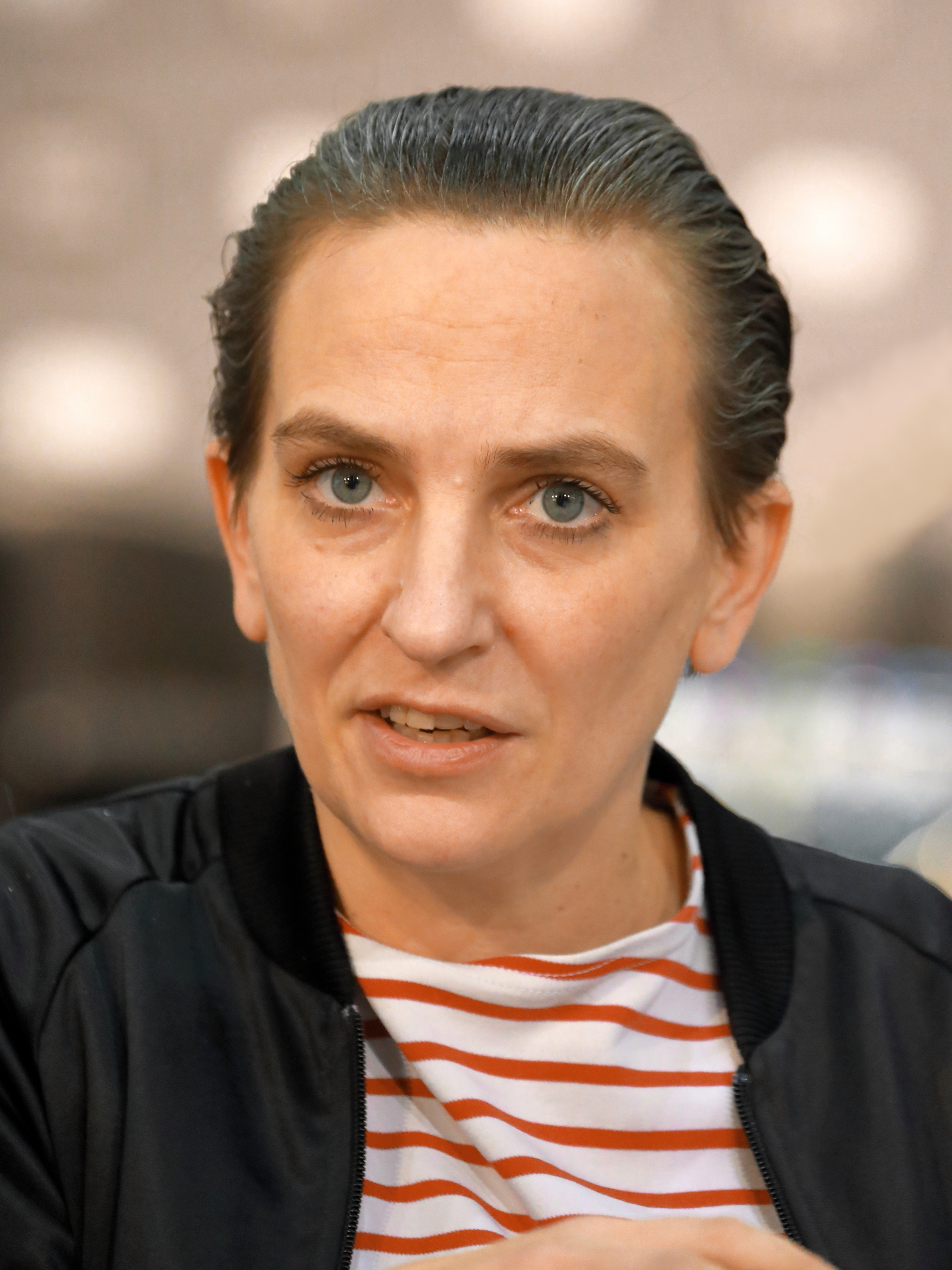
Deborah Sengl (2019)

Deborah Sengl (* 2. Jänner 1974 in Wien) ist eine österreichische Künstlerin.

## Leben
Deborah Sengl ist die Tochter des Malers Peter Sengl und der Künstlerin Susanne Lacomb. Sengl studierte ab 1992 in der Meisterklasse von Mario Terzic (Abteilung für visuelle Mediengestaltung) an der Hochschule für angewandte Kunst in Wien. 1995 absolvierte sie ein Gastsemester an der Kunsthochschule Berlin-Weißensee (Modeabteilung). Sie schloss ihr Studium 1997 mit einem Diplom in der Meisterklasse von Christian Ludwig Attersee (Abteilung für bildende Kunst) ab.

## Werk

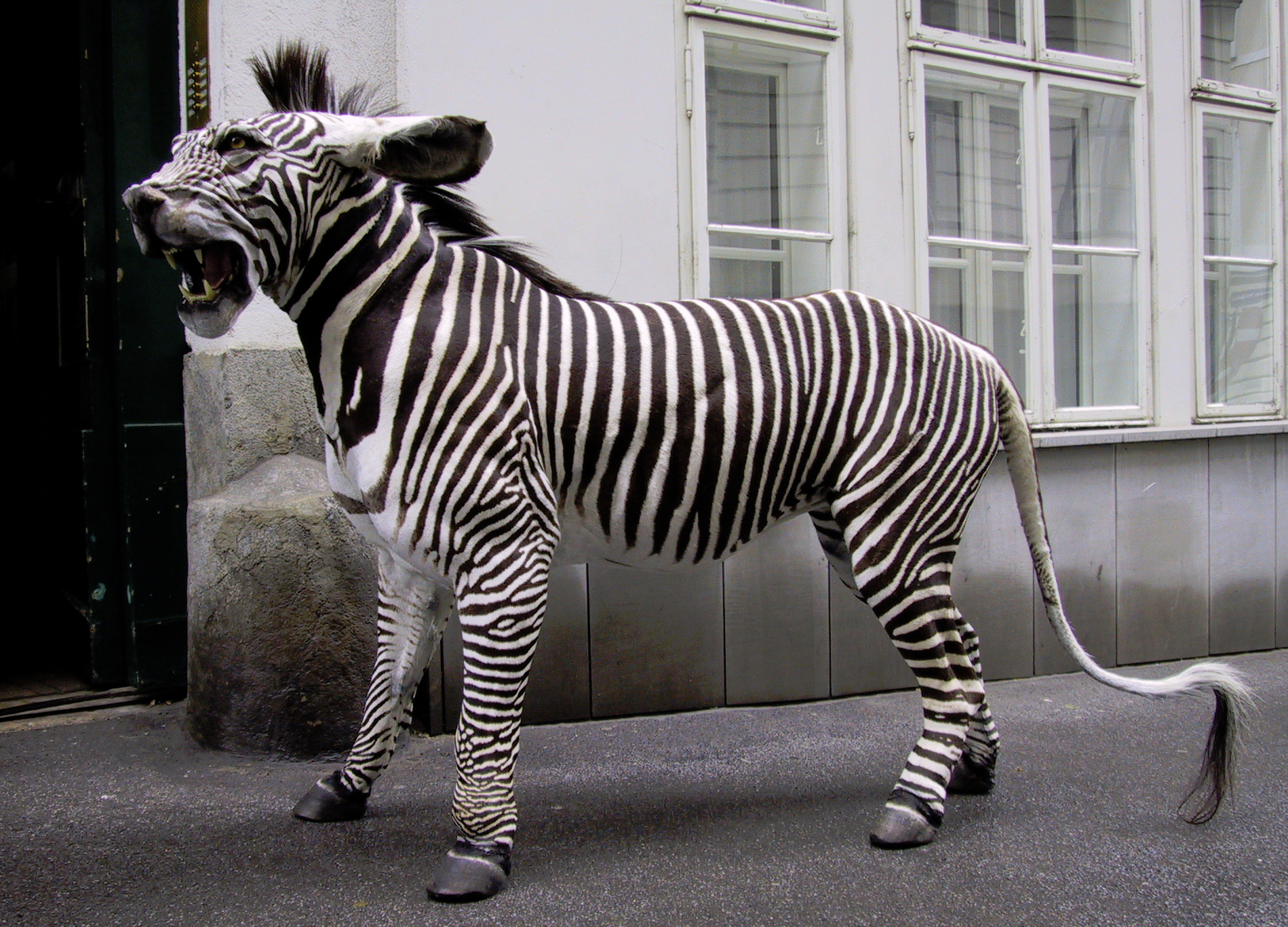
„Die Löwin – als Raubtier – ertarnt sich die begehrte Beute“ (2004)

In ihrem der Concept Art zugerechneten Werk befasst sich die Künstlerin auf vielfältige Weise mit dem Thema der Tarnung und der Täuschung. In Sengls Arbeiten werden außerdem die Fragen nach Identität, aber auch nach Pastiche und Maskerade auf das Tierreich übertragen, gleichzeitig wird der gesamte Komplex „Opfer gegen Täter“ untersucht.
Ihre Skulptur „Wolfsschafpriester“, die einen Priester mit einem Schafskopf, aber einem Wolfsgebiss darstellt, bebilderte 2008 das Plakat zur Ausstellung „Kunst Körperlich Körper Künstlich“ in Osnabrück.